# Ophiopsila pantherina
Ophiopsila pantherina är en ormstjärneart som beskrevs av Jean Baptiste François René Koehler 1898. Ophiopsila pantherina ingår i släktet Ophiopsila och familjen Ophiocomidae. Inga underarter finns listade i Catalogue of Life.